# Popillia flavosellata
Popillia flavosellata är en skalbaggsart som beskrevs av Leon Fairmaire 1886. Popillia flavosellata ingår i släktet Popillia och familjen Rutelidae. Inga underarter finns listade i Catalogue of Life.